# Mass Effect
Mass Effect je akcijska znanstvenofantastična role-playing videoigra koju je razvio BioWare za Xbox 360 i potom ju je Demiurge Studios prebacio na Microsoft Windows. Xbox 360 verzija je diljem svijeta puštena u prodaju u studenom 2007., a izdavač je bio Microsoft Game Studios. Windows verzija je puštena u prodaju 28. svibnja 2008., a izdavač je bio Electronic Arts (EA).
Igra se odvija 2183. godine, a igrač preuzima ulogu elitnog ljudskog vojnika zvanog Shepard, koji dobiva zadatak uhvatiti zločinca Sarena Arteriusa, istražujući galaksiju na svemirskom brodu SSV "Normandy".
Uz dva nastavka igre, BioWare planira pustiti online sadržaj kako bi popunio priču između dva dijela, iako te epizode nisu obavezne za razumijevanje glavne priče. Prvi DLC (downloadable content, hrv. sadržaj dostupan za skidanje s Interneta) paket je bio "Bring Down the Sky", pušten u prodaju 10. ožujka 2008. (dok je PC verzija puštena 29. srpnja 2008.) Drugi DLC paket, "Pinnacle Station" je pušten u prodaju 25. kolovoza 2009 za PC i Xbox 360.
Nastavak igre, Mass Effect 2, je pušten u prodaju 26. siječnja 2010. i odvija se dvije godine nakon događaja prve igre. Mass Effect 2 koristi mnogo varijabli i informacija iz spremljenih podataka u prvom dijelu trilogije, kako bi odluke igrača iz prve igre utjecale na događaje i priču u drugoj igri i time igrač sam stvara svoju vlastitu priču. Treći dio, Mass Effect 3, u prodaju je pušten 9. ožujka 2012. u Europi.

## Igranje

### Stvaranje lika i klase
Iako većina screenshotova i koncepta iz igre pokazuju "zadanog" muškog zapovjednika Sheparda, igrač može potpuno podesiti izgled, spol, sposobnosti i vojnu pozadinu lika.
U igri postoji šest karakternih klasa. Svaka klasa sadrži nekoliko "talenata"; kako se svaki talent povećava, igrač može: dobiti dodatno zdravlje, izdržljivost, itd., otključati nove sposobnosti (npr. povećavanje sačmarice na najveći nivo otključava "Carnage" (hrv. "pokolj") sposobnost, koja igraču omogućava da ispuca koncentriranu eksploziju iz sačmarice) ili otključati druge talente. Svaka klasa ima još jedan poseban talent koji druge nemaju; likovi mogu imati talente ovisno o njihovoj pozadini u priči. Igrači koji dosegnu 20 nivo otključat će "Rouge VI" sporednu misiju na Luni (Zemljinom mjesecu) u Sol sustavu, nakon koje igrači mogu izabrati novu specijalističku klasu, koja onda otključa novi talent. Specijalistička klasa ovisi o osnovnoj klasi.
Kas su likovi napravljeni, postoji šest klasa za izbor: vojnik (eng. Soldier), inženjer (eng. Engineer), ekspert (eng. Adept), infiltrator (eng. Infiltrator), stražar (eng. Sentinel) i avangard (eng. Vanguard). Vojnici su najvještiji s oružjem, inženjeri koriste omni-tool i tech-sposobnosti, eksperti koriste biotičke moći (slične magiji u drugim RPG-ovima). Sljedeće tri klase su kombinacije prethodne tri: infiltratori su kombinacija vojnika i inženjera, stražari su kombinacija inženjera i eksperta, a avangardi su kombinacija vojnika i eksperta. Iako kombinacijske klase nemaju fokus glavnih klasa, svestrane su i prilagodljive te nude posebne mogućnosti igranja. (Avangardi, na primjer, imaju pristup polovici vojnikovih vještina i polovici ekspertovih vještina).
Igrači imaju kontrolu nad pozadinskom pričom svog lika. Mogu izabrati da su bili "spacer" (rođeni u svemiru), "colonist" (rođeni na Zemljinoj koloniji) ili "Earthborn" (potekli s ulica nekog od gradova na Zemlji). Mogu i izabrati hoće li biti jedini preživjeli strašne bitke, ratni heroj ili vojnik bez milosti. Pozadinska priča nema velike posljedice u igri, iako će mnogi likovi pričati o pozadini koju je igrač izabrao prilikom pričanja sa zapovjednikom Shepardom. O pozadini može ovisiti hoće li neke sporedne misije biti dostupne. Sa samo par iznimaka, pozadina lika ne utječe direktno na izbore lika u dijalozima.

### Dijalog i moralnost
Prijašnji BioWareovi naslovi poput "Star Wars: Knights of the Old Republic" i "Jade Empire" su koristili konverzacijski sustav u kojem bi igrač izabrao između nekoliko odgovora nakon što bi neigrivi lik (eng. NPC, non-player character) prestao govoriti. "Mass Effect" ima sustav u kojem su ponuđeni odgovori NPC-ovima u tonu onoga što lik kaže, što znači da odgovor nije od riječi do riječi (npr. ako igrač odabere "Previše brineš.", Shepard bi mogao reći: "Uvijek očekuješ najgore.")
Izbornik za odgovore izgleda poput tortnog grafikona, podijeljen na šest jednakih dijelova, a prikazan je u dnu ekrana kad se pokrene razgovor. Pokraj svakog dijela piše kratki opis odgovora, obično kratka fraza poput: "Što se događa?" Odgovor se odabire pomicanjem "gljive" na gamepadu (ili miša u Windows verziji) u smjeru željenog odgovora na krugu i pritiska na dugme. Izbornik je složen tako da je svaka sekcija namijenjena određenom tonu (pristojnom, agresivnom, itd.), tako da se igrači upoznaju s izbornikom i ne moraju ga više čitati, nego mogu odmah prikladno odgovoriti, ako žele. BioWare je napravio ovaj sustav kako bi igra postala više dinamičnija i poput filma te kako bi oslobodio igrače od čitanja velikih količina dijaloga.
Dijalog je važan zbog sustava moralnosti u igri. Na sporedne priče i izbore za interakciju s likovima u "Mass Effect"-u utječe igračeva izabrana moralnost. Za razliku od BioWareovih prijašnjih naslova, smanjen je naglasak na postajanju potpuno "dobrim" ili "zlim" likom. Općenito, osobni izbori igrača utječu na priču. Direktor projekta Casey Hudson iz BioWarea je rekao da "(igračev) stil igre kroz igru će rezultirati raznim završetcima koji će odlučiti o samoj sudbini čovječanstva", i time neće utjecati samo na prvi dio, već i na druga dva dijela. Moralnost se određuje izborima igrača tijekom razgovora s ostalim likovima.
Hudson je rekao da umjesto "dobar" i "zao" pristupa u prošlim BioWareovim igrama, moralnost u "Mass Effect"-u je bazirana na davanju "Paragon" (hrv. uzor) bodova za pristojnije i profesionalnije vojne postupke ili "Renegade" (hrv. odmetnik) bodova za nemilosrdan i "bez zarobljenika" pristup. "Paragon" i "Renegade" bodovi se mjere u dva različita stupca (To jest, poduzimanje "Paragon" akcije ne poništava "Renegade" akciju i obratno.), za razliku od KOTOR-a, u kojem su moralni bodovi bili u jednom stupcu, tako da je izbor za "svijetlu stranu" poništavao moralni izbor za "mračnu stranu". U Mass Effectu, NPC-ovi reagiraju drugačije ovisno o prošlim moralnim izborima.

### Borba i sposobnosti
Borba u "Mass Effect"-u odvija se u stvarnom vremenu, no igrač može bilo kada pauzirati igru kako bi promijenio oružje timu, odabrao različite sposobnosti kako bi ih članovi tima upotrijebili ili kako bi dali općenite zapovijedi timu. Igrač i njegovi saveznici koriste oružje (koje se kroz cijelu igru može unaprijeđivati), tech sposobnosti (kako bi pokvario neprijateljsku opremu i sposobnosti) i biotiku (slično čarobnim napadima u drugim RPG-ovima) kako bi se borili protiv neprijatelja. Igrač direktno kontrolira svog lika, kao i napade saveznika, iako saveznike ne može direktno kontrolirati. Pa ipak, igrač može izdavati naredbe pomoću strelica, što dopušta igraču da se sakriju iza zaštite, regrupiraju, napadnu određenu metu ili izvide naprijed. Oružje i sposobnosti odabiru se pomoću dva "kotač" sučelja: jedno za oružje, a drugo za sposobnosti. Zapovjedno sučelje za Windows verziju bilo je prerađeno u dva sučelja na svakoj strani HUD-a (head-up display, indikator koji pokazuje koliko igrač ima zdravlja, municije, itd.).
Sposobnosti i specijalne moći koje likovi imaju na raspolaganju određuju skup vještina dodijeljen njima na početku igre i dodjeljivanje iskustvenih bodova u međuvremenu. Neke specijalne sposobnosti uključuju biotičko podizanje koje može služiti kako bi se podigli predmeti i neprijatelji i tech sposobnost koja smanjuje štitove neprijatelju. Još dvije sposobnosti, Charm (hrv. šarmirati) i Intimidate (hrv. zastrašiti), ovise o bodovima, priči i količini Paragon i Renegade bodova koje igrač sakupi; povećanje tih opcija otvara nove opcije dijaloga u igri.
Specijalne moći koje igrač može iskoristiti u igri su tech sposobnosti i biotičke sposobnosti. Tech sposobnosti su moći koje služe za podršku igraču te se koriste protiv neprijateljskih oružja i tehnologije, kao i biotike. Aktiviraju se pomoću omni-toola, kojeg mogu koristiti inženjeri, infiltratori i stražari. Te sposobnosti uključuju micanje neprijateljskih štitova, sabotaža neprijateljskog oružja i hakiranje neprijatelja robota da pucaju na vlastite saveznike. Tech sposobnosti imaju i pasivnu upotrebu, poput talenta "elektronika" (eng. Electronics), koji omogućava igraču da otključa zaključane kovčege ili spasi korisne materijale iz olupina. Biotičke moći likovi dobiju tako da si upgrade implantate koji pospješuju prirodnu sposobnost manipuliranja tamnom energijom uz pomoć polja efekta mase (eng. mass effect). Te moći uključuju bacanje neprijatelja umom, štitove koji su otporni na neprijateljsku paljbu, no ne i na paljbu saveznika, te stvaranje singularnosti koje omogućavaju da neprijatelji bespomoćno lebde u zraku oko jedne točke. Biotičke moći mogu koristiti eksperti, avangardi i stražari.

### Oružje i oprema
U Mass Effectu postoje četiri vrste konvencijalnog vatrenog oružja: pištolji, sačmarice, automatske puške i snajperi i granate, kao i mnogo nadogradnji oružja i oklopa. Igrač može zamrznuti igru bilo kad i promijeniti opremu koju koriste on i njegovi saveznici. Ovo je veliki strateški aspekt igre, jer biranje točne opreme može značiti razliku između brze pobjede i poraza. Predmeti koji se koriste su vidljivi na likovima; oklopi drugačije izgledaju, a sva se oružja sklope u kompaktne verzije koje igrač nosi poput ruksaka na leđima. Oružje se mijenja ondje gdje se odabiru talenti za korištenje.
Za razliku od Mass Effecta 2, municija je neograničena, ali se oružje pregrijava te kad se pregrije, iz njega se ne može pucati dok se djelomično ne ohladi. S obzirom na to da se igra odvija u budućnosti, same čahure su veličine "zrnca pijeska" i lansiraju se kroz akcelerator mase pri izuzetno visokim brzinama. Automatsko pucanje ili neisternirano oružje rezultirat će smanjenom preciznošću, koja se manifestira ciljnikom koji se povećava. Što se više talent bodova potroši na oružje, to će preciznost i šteta nanesena tim oružjem biti veća.
Likovi nose dvoslojne oklope koji služe kao borbena odijela. Postoje tri vrste oklopa: laki (eng. light), srednji (eng. medium) i teški (eng. heavy). Ova odijela pružaju neograničenu količinu kisika, kao i privremenu zaštitu od topline, hladnoće i radijacije na nekim planetima. Teški oklopi su otporniji, no likovi se kreću sporije. Odijela imaju i kinetičke barijere, koje služe za štit protiv dolazne vatre. Osim Liare, koja može nositi ljudski oklop, svaki drugi vanzemaljski lik zahtijeva različitu vrstu oklopa ovisno o svojoj rasi. Biotički i tech likovi mogu ažurirati biotičke ampove ili omni-toolove kako bi unaprijedili svoj napad ili smanjili period hlađenja.
Oprema koju igrač nađe se povećava u jačini i cijeni, onako kako igrač dobiva nivoe, tj. što je igrač veći nivo (eng. level), to je oružje skuplje. Jačina oružja označava se rimskim brojevima I do X. Jače oružje i oklopi imaju više mogućnosti za unaprijeđivanje od svojih slabijih duplikata. Unaprijeđivanje ima četiri kategorije: nadopune za oružja, nadopune za oklop, nadopune za municiju i nadopune za granate. Nadopune za oklope i oružja poboljšavaju određene učinke tih oklopa/oružja, poput preciznosti ili štitova, dok nadopune za municiju ili granate daju stvari poput zapaljive municije ili smanjene brzine prilikom pogotka neprijatelja. Problem koji u BioWareu nisu primijetili je taj da igrači često na kraju igre imaju više od milijun creditsa (valute u igru), što je pomalo nerealno.

### Putovanje
SSV "Normandy" (hrv. Normandija), svemirski brod igrača, tehnološko čudo u okružju igre, služi kao primarni način transportacije.
S obzirom na to da je igra kroz cijelu galaksiju, mnoga su putovanja od planeta do planeta. Igrač bira odredište na način da ih odabere na galaktičkoj mapi Mliječne Staze Galaksija je organizirana u određene sektore, koji od najvećih prema najmanjim idu ovako: sazviježđa, zvjezdani sustavi te planeti.
Putovanje kroz Mass Effect svemir obavlja se uz pomoć tzv. mass relays (hrv. releji mase), što su tehnološki artefakti koji mogu gotovo odmah prebaciti letjelicu između sazviježđa i sustava, a podsjećaju na spoj Kardanovog ovjesa s dva prstena i pincete. Postoje dvije vrste releja mase - primarni i sekundarni - primarni imaju blizanca, te tako imaju samo jedan smjer, no on može biti dugačak sto tisuća svjetlosnih godina, prema Kodeksu (eng. Codex) u igri. Sekundarni releji su višesmjerni i mogu slati brodove prema bilo kojem drugom releju u granici od sto svjetlosnih godina.
Kad igrač odluči koji će sustav posjetiti, dostupno je više opcija. Neki planeti postoje samo zato da bi nadopunili sustav. Drugi sadrže vrijedne minerale. Neki asteroidi, mjeseci i svemirski tegljači su dostupni za slijetanje. Na neke se planete može sletjeti i istraživati ih. Igrač se može kretati pješke ili uz pomoć sveterenskog oklopljenog prijevoznog sredstva zvanog M35 Mako. Neki dijelovi igre sadrže borbu u ovom vozilu. Većina glavnih misija (i mnogo sporednih) su okrenute prema hodanju pješice i pucanju.
Iako igra slijedi glavnu priču, Mass Effect uključuje velik broj sporednih misija i "neobilježenih" svjetova koji mogu biti dostupni uz pomoć mape galaksije. Gotovo svaki svijet je dio sporedne misije, nebitno je li ju je igrač otkrio ili nije. Obično će Sheparda pri ulasku u zvjezdani sustav kontaktirati Admiral Hackett, iz pete flote Savezništva (eng. System Alliance, Savezništvo Sustava, naziv za predstavničko tijelo zemlje i svih ljudskih kolonija u Citadel svemiru), koji će ga obavijestiti ako postoji sporedna misija u tom zvjezdanom sustavu.  Admiral Hackett nije viđen u jedinici, nego mu se samo čuje glas. Tek ga se u četiri oka može upoznati u DLC-u za Mass Effect 2 zvanom "Arrival".

## Priča

### "Efekt mase"
Direktor projekta Casey Hudson je pojam "Mass Effect" (hrv. efekt mase) opisao ovako:
»U svemiru igre, efekt mase je novootkriveni (za ljude) fizički fenomen koji ima mogućnosti poput gravitacije i elektromagnetizma. To je ono što fizičari u stvarnom životu trenutno zovu "tamnom energijom", kao objašnjenje za ubrzano širenje svemira - koja je tek nedavno otkrivena i prkosi prijašnjem mišljenju da bi se širenje svemira trebalo usporavati zbog gravitacije.«
Hudson objašnjava da su određena bića evoluirala na način da mogu osjetiti i manipulirati efektom mase kao što neka stvarna bića kao morski psi i električne jegulje mogu osjetiti i manipulirati elektromagnetizmom na čudne načine. Neki ljudi u igri imaju sposobnosti kontrole efekta mase od rođenja, dok se efekt može pojačati ugrađivanjem implantata u mozak, a trenirano korištenje efekta mase u igri se naziva biotika.
U igri detaljnije objašnjeno, polja efekta mase stvaraju se upotrebom elementa nula (eng. Element zero), protonskog broja 0 i simbola Ez, koji pri podražaju električnom strujom ispušta tamnu energiju, koja može povećavati ili smanjivati masu prostorvremena. Laički rečeno, ako je struja pozitivna, masa predmeta raste, a ako je negativna, masa se smanjuje. U svemiru, niska polja efekta mase omogućavaju putovanje brže od brzine svjetlosti i jeftino slijetanje i uzlijetanje na i s planeta. Visoka polja efekta mase omogućavaju stvaranje umjetne gravitacije u svemirskim brodovima i odbijaju otpad u svemiru od brodova, dok u industriji niska polja efekta mase omogućavaju stvaranje jednako raspoređenih legura, dok visoka polja stvaraju guste i čvrste konstrukcijske materijale.
Ta polja stvaraju i štitove u igri, no njihova upotreba stvara statički elektricitet, pa se brod mora s vremena na vrijeme uzemljiti, ili dirajući površinu planeta ili ulazeći u geomagnetsko polje planeta.

### Smještaj
Radnja Mass Effecta se odvija godine 2183. Prije trideset pet godina, čovječanstvo je otkrilo tehnologiju na Marsu, koju je navodno izgradila tehnološki napredna, no davno izumrla rasa zvana Proteanci (eng. Protheans). Proučavajući i prilagođavajući tu tehnologiju, čovječanstvo se oslobodilo iz sunčevog sustava i uspostavilo mnoge kolonije te susrelo razne vanzemaljske vrste u galaksiji Mliječni Put. Koristeći vanzemaljske artefakte poznate kao releji mase (eng. Mass Relays), razne svemirske rase mogu trenutno putovati preko velikih udaljenosti u galaksiji. U igri, čovječanstvo je formiralo Ljudsko savezništvo sustava (eng. Human System Alliance), jedno od mnogo neovisnih tijela koje čine kolektiv poznat kao "Citadel svemir".
Savezništvo sustava je sila u usponu u galaksiji. Jedini rat u kojem su sudjelovali je "Rat prvog kontakta" (eng. First Contact War), 2157. Ljudska istraživačka ekspedicija je aktivirala neaktivne releje mase (što su Citadel rase smatrale nesigurnim). Turijanci (eng. turians) su napali malu flotu i zarobili najbliži ljudski svijet, koloniju Shanxi. Potom su izgladnjivali preostale zarobljenike i okupirali planet. Zbog gladi, ljudi su se predali Turijanskoj Hijerarhiji (Turijanci imaju meritokraciju). Mjesec dana kasnije, ljudska Druga Flota je odgovorila tako što je napala Turijance i potpuno im uništila flotu oko Shanxija. Turijanci su reagirali na način da su se spremili za totalni rat. Citadel vijeće je uvidjelo da bi čovječanstvo bilo ili uništeno ili pripojeno od strane Turijanaca, pa su se umiješali. Ljudi su potom dobili veleposlanstvo u Citadel Vijeću.
Tri rase koje prije događaja igre Mass Effect čine Citadelsko Vijeće su Asari, Salarijanci i Turijanci.
Citadel svemir, kao cjelina, je pod vlasti tijela poznatog pod nazivom "Vijeće" (eng. The Citadel Council), koje je tročlano i sastoji se od članova tri bitne vanzemaljske rase: Asari, jednospolni vanzemaljci koji liče na ljudske žene s plavom kožom, koji žive 1000 godina; Salarijanci, koji kratko žive (40 godina je duboka starost) i izuzetno su inteligentni, te izgledom podsjećaju na vanzemaljce kakvi se obično vide u filmovima; i Turijanci, koji podsjećaju na raptore, imaju visoko razvijen osjećaj časti i dužnosti i prema Codexu su na svom planetu nastali od ptica, te žive otprilike koliko i ljudi. Druge vanzemaljske vrste u igri, koje nemaju predstavnike u Vijeću, su Kroganci, koji podsjećaju na reptile i vrlo su agresivni i borbeni, četverooki humanoidni Batarijanci, koji ne vole ljude (DLC BDtS), vodeni Hanari, koji su iznimno pristojni, zatim metodični i četveronogi Elcori, koji zbog drukčijeg sustava sporazumijevanja prije svake rečenice kažu osjećaje i ton te rečenice , i Quarijanci, koji nose kacige koje im skrivaju lica te Volusi, koji nose zaštitna odijela i imaju talent za bankarstvo. Navodno postoje još deseci rasa, no nisu viđeni ili spomenuti u igri.
Mnogi "povijesni" događaji su objašnjeni u "Kodeksu", enciklopediji u igri, čija se baza podataka nadopunjava kako igrač istražuje nove lokacije i postavlja pitanja. Tri povijesna rata, prije ljudskog prisustva u Citadel svemiru, su važna za igrače (i čitatelje Wikipedije) koji žele razumjeti događaje u igri.
1. "Rachni ratovi" su počeli oko 1. godine nove ere; ovi insektoidni vanzemaljci otkriveni su kad su istraživači Citadela otvorili napušteni relej mase i slučajno ih doveli u galaksiju. Tijekom skoro cijelog stoljeća sukoba, Rachni su skoro brojem i snagom premašili Citadel rase, dok Salarijanci nisu otkrili Krogance, borbenu vrstu koja je razvila dodatne organske sustave, tendenciju prema agresiji i izuzetno veliki natalitet, kako bi preživjela teške uvjete na njihovom matičnom planetu, Tuchanki. Salarijanci su "kulturno podigli" Krogance, davši im naprednu tehnologiju, lijekove i pristup planetima koji nisu bili uništeni nuklearnom zimom, otrovima ili opakim predatorima (što će se Salarijancima kasnije obiti o glavu). Kroganci su ušli u rat protiv Rachnija i potpuno ih istrijebili oko 3. stoljeća.
2. "Kroganska pobunjeništva" su počela oko 7. stoljeća, a uzrok im je direktno bilo to što su Salarijanci Krogancima dali naprednu tehnologiju, za koju Kroganci još nisu bili spremni. Kroganci su proveli agresivnu politiku koloniziranja, čak i uzimajući svjetove koji su već bili naseljeni od strane drugih Citadel rasa. Diplomatsko rješenje nije uspjelo, te su Kroganci doslovno izazivali Vijeće da ih zaustavi; čak su i Turijanci (tad novopridošlice na Citadel) bili na strani Kroganaca pa se Vijeće još jednom našlo na gubitničkoj strani rata. Konačno rješenje došlo je u obliku genofaga (eng. genophage), umjetno inducirane genetičke mutacije koju su zajedno razvili Salarijanci i Turijanci. Sada je statistička učestalost živorođenih Kroganaca bila 1:1000, što znači da je na 1000 mrtvorođenčadi rođeno 1 novorođenče. Te prenatalne neuralne smrti je uzrokovao genofag virus, koji je doveo do mrtvorođenčadi i pobačaja. Iako su Kroganci zaraženi njime prije 800. g. nove ere, kroganska kultura se još uvijek u "sadašnjosti" (2183.) ne može prilagoditi.
3. Napokon, "Geth ratovi" su rezultat pokušaja Quarijanaca da sagrade robote za rad i vojnu upotrebu. Gethi su namjerno dizajnirani da svaki pojedinac ima ograničenu hardware platformu, te su se oslanjali na bežičnu umreženost kako bi dobili veću mogućnost procesuiranja, no Quarijanci su im jako poboljšavali programe, zbog čega su Gethi evoluirali u stvarnu svjesnu umjetnu inteligenciju. Prestravljeni Quarijanci su naredili uništenje svakog Getha kad su shvatili što su učinili, a Gethi su, u samoobrani, proglasili rat protiv svojih tvoraca. Gethi su pobijedili: 1895., Quarijanci su odlučili napustiti svoj matični planet i otad žive na "Migracijskoj floti" (eng. The Migrant Fleet), floti koja se sastoji od 50000 svemirskih brodova. Gethi nisu viđeni od kraja rata.

Igra se primarno odvija na dvije lokacije: prototip frigati SSV "Normandy" i Citadelu, divovskoj, drevnoj svemirskoj stanici koju su navodno izgradili Proteanci i koja trenutno služi kao sjedište galaktičkih civilizacija. Međutim, tijekom igre, igrač može posjećivati razne planete, njihove satelite i druga odredišta.

### Likovi
Igrač preuzima ulogu zapovjednika Sheparda, veteranskog vojnika, kojeg igrač može podešavati. Izgled varira ovisno o oružju i oklopu. Osim što igrač može odabrati spol i mijenjati izgled svog lika, može izabrati i pozadinsku priču za lika, koja utječe na dijaloge kroz igru, kao i na sporedne misije koje će biti dostupne.
Igračevog lika skoro uvijek prate još dva lika, koji pružaju podršku tijekom borbe i sudjeluju u dijalogu. Ove likove ne stvara igrač, a kontrola nad njima je ograničena - igrač im može zapovijedati kuda da idu tijekom borbe i koristiti tech/biotičke sposobnosti. Dok je na "Normandy", Shepard može pričati s tim likovima, i na taj način potencijalno otključati neke sporedne misije. Postoji šest likova u igri koji se će boriti uz igrača; svaki ima detaljnu pozadinsku priču i osobne razloge za pomoć. Dva su lika ljudi, ostala četiri vanzemaljci.
Glasove su posudili:
- Mark Meer i Jennifer Hale kao muški i ženski zapovjednik/ica Shepard.[28][29]
- Kimberly Brooks kao Ashley Williams[30]
- Raphael Sbarge kao Kaidan Alenko[31]
- Keith David kao kapetan David Anderson[32]
- Lance Henriksen kao admiral Hackett[33]
- Seth Green kao Jeff "Joker" Moreau[34]
- Brandon Keener kao Garrus Vakarian[35]
- Fred Tatasciore kao Saren Arterius[36]
- Steven Barr kao Urdnot Wrex[37]
- Ali Hillis kao Dr. Liara T'Soni,[38] dok je Jillian Murray poslužila kao model za njezinu tjelesnu strukturu[39]
- Marina Sirtis kao Matrijarh Benezia[40]
- Liz Sroka kao Tali'Zorah Nar Rayya[41]

### Film
24. svibnja 2010., EA su rekli da su Legendary Pictures studija Warner Brothers stekli prava na snimanje Mass Effect filma, te da će izvršni producenti filma biti izvršni producent igre Casey Hudson, kao i Ray Muzyka i Greg Zeschuck iz BioWarea. Legendary Pictures je kao producente uzeo Thomasa Tulla, Jona Jashnija i Avija Arada. Producenti su u pregovorima sa scenaristom Markom Protosevichem (Ja sam legenda, Thor) o pisanju scenarija. Prema informacijama na stranicama Legendary Picturesa, objavljenim krajem ljeta 2011., zasad se zna da će se film snimati prema priči prve igre, Shepardove odluke kroz film će biti donesene na način koji najbolje prikazuje priču i motivacije likova u filmu, još se ne zna hoće li biti trilogija, a odluke o davanju glumačkih uloga nisu još donesene. Na IMDb-u piše da film izlazi 2012. godine, no Legendary Pictures to još nisu potvrdili. Obožavatelji igre imaju podvojeno mišljenje o kvaliteti filma, s obzirom na to da su filmovi snimljeni prema videoigrama obično nekvalitetni.

### Radnja
Igra započinje na eksperimentalnoj SSV "Normandy" (hrv. Normandija), kojom zapovijeda kapetan Anderson i njegov izvršni poručnik, zapovjednik Shepard. Normandy je poslana na ljudsku koloniju Eden Prime kako bi vratila iskopanu proteansku antenu (eng. beacon). Kako bi pomoglo u vraćanju antene, Citadelsko vijeće, glavno vladajuće tijelo galaksije, je poslalo jednog od svojih najboljih agenata, turijanskog Spectrea (Spectre, skraćenica za "special tactics and reconnaissance", hrv. specijalne taktike i izviđanja - posebni agenti koji ne moraju poštovati zakone i ne odgovaraju nikome osim citadelskom Vijeću) zvanog Nihlus Kyrik.

Maleni tim koji se sastoji od Nihlusa, Sheparda, biotika Kaidana Alenka i Jenkinsa (koji ubrzo pogiba), kojeg zamijeni Ashley Williams, otkriju da je kolonija Eden Prime pod napadom od strane sintetičkih vanzemaljaca poznatih pod nazivom Gethi, koje vodi odmetnuti turijanski Spectre Saren Arterius, koji se odmetnuo i koji ubije Nihlusa. Nakon kraja borbe, Shepard nađe antenu i doživi viziju. Dok u početku ne shvaća što vizija predstavlja, ispostavlja se da su to prikazi kako strojevi uništavaju biološka bića.
Normandy i posada potom lete na Citadel (hrv. citadela), gdje ih je pozvao veleposlanik Udina, kako bi podnijeli izvještaj. Nažalost, Shepard ne može uvjeriti Citadelsko vijeće da ih je Saren izdao bez čvrstih dokaza. Poručnik Citadel osiguranja (eng. Citadel Security, u igri skraćeno C-Sec) Garrus Vakarian, Turijanac, i kroganski plaćenik Urdnot Wrex dovedu Sheparda do quarijanske mehaničarke Tali'Zorah nar Rayya, koja ima snimljen razgovor između Sarena i Asari matrijarha zvane Benezia, kako pričaju o pobjedi na Eden Primeu. Snimka spominje i povratak "Reapera" (hrv. kosci), kao i artefakt zvan "provodnik" (eng. Conduit). Zbog ovog dokaza, Vijeće Sarenu ukine status Spectrea. Potom Sheparda imenuju prvim ljudskim Spectreom, kako bi mogao legalno uloviti Sarena sa svojom ekipom, koja se sastoji od Kaidana, Ashley, Garrusa, Wrexa i Tali. Ovdje se vidi sloboda izbora igrača, jer on može npr. odbiti Garrusa kad ga ovaj zamoli da mu se pridruži u privođenju Sarena pravdi.
Normandy postaje Shepardov brod, kojeg on koristi kako bi pratio par tragova koje su mu ostavili Anderson i Udina. Sljedeće tri misije nisu linearne i Shepard ih može obaviti u bilo kojem redoslijedu. Na Therumu u Artemis Tau sazviježđu Shepard nađe i spasi Dr. Liaru T'Soni, kćer matrijarha Benezije. Liara je ekspertica u polju Proteanaca i postaje član Shepardove ekipe. Na Ferosu, Shepard se bori protiv vojske Getha i uništi drevni oblik života zvan Thorian, inteligentnu biljku koja ima mogućnost kontrolirati bilo koga tko joj udahne spore. Shepard dozna i za Sarenov svemirski brod zvan Sovereign (hrv. vladar), koji ima mogućnost kontroliranja uma. Na Noveriji, Shepard nađe matrijarh Beneziju, tijekom čega se brani i od Getha i od Rachnija. Benezia je, nakon nekog vremena, poražena i otkriva da njen um ne kontrolira Saren, već da i njen i Sarenov um kontrolira Sovereign. Uskoro opet padne pod kontrolu Sovereigna i nastavi napadati Sheparda pa je on primoran ubiti ju. Potom može odlučiti hoće li ubiti kraljicu Rachnija, drevne vanzemaljske rase koja je od 1. do 300. godine nove ere sijala strah galaksijom.

Nakon što završi dva od prethodna tri planeta, Shepard dozna da je salarijanska infiltracijska jedinica otkrila jednu od Sarenovih baza na planetu Virmireu. Igrač ne mora ići odmah, već može završiti treći planet, pa tek onda ići na Virmire. Kad stigne, Shepard dozna da se baza koristi kako bi se izgradila vojska kroganskih vojnika. Kada Wrex dozna da je Saren našao lijek za genofag, a da ga Shepard želi uništiti, razljuti se, jer bi taj lijek značio spas za njegovu rasu. Ovisno o izboru igrača, Shepard u razgovoru s njime ga može ili smiriti uz pomoć šarmiraj/zastraši izbora (ako igrač ima dovoljno visok paragon/renegade rezultat) te ga smiriti ako je Shepard prije toga otišao na planet Tuntau u sustavu Phoenix u sazviježđu Argos Rho, jer ondje može u skrivenoj bazi vratiti Wrexov obiteljski oklop (eng. family armor), nakon čega će Wrex vjerovati Shepardu, te će se smiriti. Alternativno, igrač ga može upucati ili narediti Ashley da ga upuca. Ashley će ga sama upucati ako će igrač predugo razgovarati s njim. U svakom slučaju, uz pomoć Salarijanaca, Shepard napadne bazu kako bi u njoj detonirao nuklearnu bombu. Unutra otkrije još jednu Proteansku antenu koja mu da još informacija.
Sheparda tada kontaktira sam Sovereign, koji otkrije da je ono što su Proteanci i Gethi nazivali "reaper" (hrv. kosac). Sovereign otkrije strašnu prirodu Reapera i njihovog dizajna. Oni su strpljivi predatori koji miruju tisućljećima dok se organski život razvija, do točke kad organske vrste otkriju releje mase (koje su Reaperi izgradili) i prošire se po galaksiji. Kad te rase dođu do određene točke razvoja, Reaperi se probude i počiste galaksiju detaljno, a njihov ih plijen otkrije prekasno da bi se mogao braniti. Proteanci nisu bili izumitelji međuzvjezdanog putovanja i galaktičkih civilizacija, već samo još jedni u nizu bespomoćnih rasa koje su Reaperi posijali i požnjeli kao dio neizbježnog ciklusa koje bez prestanka traje eonima. Sovereign smatra da Shepard i njegova vrsta nisu drukčiji od ostalih.
Nakon što postavi nuklearnu bombu i pokuša pobjeći, tim je napadnut od strane Sarena. Shepard mora žrtvovati ili Kaidena ili Ashley. Saren objasni da je sklopio savez s Reaperima kako bi spasio organski život na način da ga učini "korisnim" za Reapere. Shepard odbija prihvatiti Sarenov plan i pobjegne s Virmirea prije eksplozije.
S novim informacijama, Liara može odrediti lokaciju provodnika na proteanskom svijetu zvanom Ilos, planetu dostupnom samo s davno izgubljenog releja mase duboko u neprijateljskim Terminus sustavima. Shepard se vrati na Citadel kako bi zamolio Vijeće da mu dopusti da uhvati Sarena, no ne dopuštaju mu ulazak u Terminus sustave. Veleposlanik Udina Shepardu onemogući pristup na Normandy, ali kapetan Anderson se umiješa i pomogne Shepardu ukrasti brod.
Na Ilosu, Shepard slijedi Sarena u drevni bunker duboko u planetu i susretne se s proteanskim kompjuterom zvanim Vigil, koji mu objasni metodologiju Reapera. Vigil objasni da su se Proteanci na Ilosu zaključali u podzemne hibernacijske komore kako bi izbjegli uništenje od strane Reapera. Vigil objasni i da je Citadel svemirska stanica zapravo jedan ogromni relej mase kojeg su sagradili Reaperi kako bi došli iz tamnog svemira izvan galaksije. Proteanski istražitelji na Ilosu su stvorili provodnik, minijaturni relej mase, koji im je omogućio da otputuju na Citadel. Kad su stigli, pokvarili su proces koji bi pozvao Reapere. Sovereign planira da Saren upotrijebi provodnik da izvede iznenadni napad na Citadel s vojskom Getha i ručno aktivira citadelski relej mase.
Shepard slijedi Sarena kroz provodnik. Istovremeno, Sovereign i velika gethska flota napadnu Citadel. Sovereign sleti na središnji toranj Citadela i počne aktivirati relej, dok Saren upotrijebi obrambene sustave Citadela kako bi ga zaštitio. Shepard se bori kroz vojsku Getha i potom napadne Sarena. U tom susretu, Saren objasni kako je dao da mu Sovereign ugradi implantate. Igrač može ubiti Sarena u borbi ili (ako ima dovoljno velik charm) ga uvjeriti da griješi, nakon čega Saren shvati da griješi, zahvali Shepardu što mu je to pokazao i počini samoubojstvo. Ljudsko Savezništvo Sustava (eng. Systems Alliance) potom stigne kao pojačanje te napadnu Sovereigna. Sada, Shepard može birati hoće li spasiti Citadelsko Vijeće (paragon) ili napasti Sovereign (renegade). Sarenovo truplo se potom reanimira pod direktnom kontrolom Sovereigna i uz pomoć kibernetičkih implantata počne napadati Sheparda dok Savezništvo ili napada Sovereigna ili brani veliki drednot Asarija Destiny Ascension i time Vijeće. Joker napadne Sovereigna glavnim topom Normandy te Sovereign biva uništen, a Sarenovo reanimirano tijelo se dezintegrira.
Kraj ovisi o više faktora, uključujući je li Shepard spasio Vijeće te ima li veći Paragon ili Renegade rezultat. Ako Shepard spasi Vijeće, Vijeće zahvali ljudima što su žrtvovali mnogo života da ih spase i dopušta čovječanstvu mjesto u Vijeću. Ako igrač pusti da Vijeće pogine, ljudska rasa će, zbog svoje hrabrosti, biti uzor drugima i, zbog oslabljenog stanja Citadela, čovječanstvo će postati nova vlast svemira. Ako igrač odabere "Concentrate on Sovereign" (hrv. koncentrirajte se na Sovereign), Vijeće će umrijeti, iako će igrač dobiti paragon bodove. Na kraju igre, igrač može između veleposlanika Udine i kapetana Andersona izabrati novog vođu galaksije ili člana vijeća (ovisno o tome je li Vijeće preživjelo). Međutim, Shepard zna da su Reaperi još uvijek prijetnja i da ih se mora zaustaviti. Igra završava tako što Shepard odlazi dok Anderson ili Udina drže govor.

### Teme
Priča Mass Effecta pada u žanr svemirske opere i obuhvaća teme kao što su sloboda razmišljanja, svemirska kolonizacija, intolerancija, uzimanje zakona u svoje ruke i opasnosti umjetne inteligencije. Priča, s elementima čovjeka protiv strojeva, je slična Saberhagenovim "Berserker" romanima i seriji Battlestar Galactica, kao i Pohlovim "Gateway" romanima. Elementi u kojima strojevi istrebljuju organski život su slični Reynoldsovom "Revelation Space". Prema Caseyju Hudsonu, direktoru projekta, na igru su utjecali sljedeći filmovi: "Aliens", "Blade Runner", Ratovi zvijezda, Zvjezdane staze 2: Khanov bijes i "Starship Troopers".

## Razvoj
BioWare je Mass Effect najavio 4. listopada 2005. kao igru isključivo za Xbox 360. Kasnije je ipak prerađena za PC.

### Izdanja
Mass Effect u prodaju je pušten sa Standardnim i Limited izdanjem igre. Limited izdanje je bilo moguće dobiti samo naručivanjem unaprijed preko interneta u SAD-u i u dućanima u Europi. Limited edition uključivalo je navedene stvari:
- Knjigu zvanu "Galactic Codex: Essentials", enciklopediju Mass Effecta s 36 stranica

- Knjigu konceptualne umjetnosti (koju crtaju slikari kako bi programeri u igri znali napraviti izgled likova i mjesta) zvanu "A Future Imagined".

- Bonus DVD o ekskluzivnom pozadinskom materijalu igre Mass Effect, što uključuje:

- - Dokumentarac "The Vision of Mass Effect"

- - Dokumentarac "The Making of Mass Effect"

- - Dokumentarac "Interactive Storytelling"

- - Dokumentarac "Inside BioWare"

- - Osamnaest slika s tematikom Mass Effecta

- - Deset pjesama iz Mass Effect Soundtracka

- - Pet starih trailera (hrv. reklama) sa X05 s E3-ja 2007. i službeni TV trailer.

- - Demo igrice Blue Dragon i traileri za Lost Odyssey, Halo 3 i Halo Wars.

- - Galerije dizajnera s 600 koncept slika s audio komentarima umjetničkog direktora igre.

Platinum Hits izdanje je pušteno u prodaju u Sjevernoj Americi 10. veljače 2009. i uključuje Limited Edition, kao i DLC Bring Down the Sky, te dodatne dokumentarce, videe i muziku. .

### Razlike između Windows i Xbox 360 verzije
Za Windows verziju igre sljedeće su promjene i poboljšanja igre učinjene:
- aerodinamično upravljanje opremom i skupljenim predmetima

- novi HUD za lakše upravljanje mišem

- mogućnost davanja zapovijedi objema članovima tima

- sustav brzog odabira za biotičke i tech moći

- smanjenje iznenadnog učitavanja tekstura

- naprijed i nazad gumbi su zamijenili kretanje Mako-a ovisno o pogledu kamere

- nove mini-igre za dekripciju

- (u Europi) prijevod igre na njemački, francuski, talijanski i poljski

### Serijal
Mass Effect je originalno zamišljen kao trilogija, no EA su potvrdili da će "Mass Effect biti serijal (za EA) koji će trajati jako dugo", što bi moglo značiti da će biti više od tri igre.
Drugi dio u serijalu, Mass Effect 2, koristi mehaniku sličnu kao i prva igra. Prva stvar koja se znala o Mass Effect 2 jest bila da će igrači moći ubaciti save-file (hrv. spremljene datoteke) u nastavak igre i da će odluke koje je igrač napravio u prvoj igri utjecati na njihove likove u nastavku. Mass Effect 2 u prodaju je pušten 26. siječnja 2010. u Sjevernoj Americi i 29. siječnja 2010. u Europi. Reklama za igru je puštena 20. veljače 2009.
Postoji i igra za iPhone zvana Mass Effect Galaxy, čiji je glavni lik Jacob, koji se pojavljuje u Mass Effect 2 kao član posade. Chris Priestly iz BioWarea je potvrdio da igra nije prethodnik, već plan BioWarea da proširi serijal.

### DLC
Prvi DLC, dodatak za skidanje s interneta, "Bring Down the Sky", pušten je u prodaju 10. ožujka 2008. za Xbox 360, dok je za Windows pušten besplatno 29. srpnja 2008. Korisnici Windowsa Viste i 7 znali su imati problema s instalacijom DLC-a.
"Bring Down the Sky" uvodi novu vrstu u svemir Mass Effecta, Batarijance, humanoidnu vrstu s četiri oka. Grupa batarijanskih ekstremista je otela pokretnu stanicu na asteroidu u sustavu Asgard i namjestila je na sudarnu putanju s kolonijom Terra Nova. Shepard može spasiti milijune nevinih prije no što asteroid udari u planet. Ovaj DLC traje oko 90 minuta. Dodatno, u PC verziji igre, poruka može biti pročitana u malom mjestu na asteroidu gdje ako se kompjuter u igri dvaput pročita, igrač može pročitati poruku koja je duhoviti odgovor koji je razvojni tim namjerno napisao nakon što je igra izazvala kontroverze zbog romantičnih scena.
Drugi DLC, "Pinnacle Station", uvodi stanicu na kojoj igrač može vježbati razne tipove misija. Kritike su ovog DLC-a većinom bile osrednje i negativne zbog nedostatka sadržaja i originalnosti.

## Kritike
Verzija Mass Effecta za Xbox 360 primila je mnoge pohvale kritičara. Na Game Rankings igra je imala prosječan rezultat od 90.71% u 86 kritika. Na Metacriticu igra je imala prosječan rezultat 91 od 100, prema 74 kritike.
Game Informer dao je Mass Effect ocjenu 9.75 od 10 i nazvao igru "velikom franšizom za ljubitelje znanstvene fantastike... veliki korak naprijed u svijetu videoigara", i da "uvodi novo doba interaktivnog pričanja priča." Negativni aspekti bili su problemi balansiranja i problematična umjetna inteligencija u mehanici borbe u igri. Official Xbox Magazine je dao Mass Effectu ocjenu 10 od 10, hvaleći igru kao "veliki ZF roman u obliku videoigre. Što znači, najveći kalibar čiste priče s odlukama i akcijom najboljih videoigara." Kritičar je rekao da "je to najbolja igra koju je ikad igrao" i "da je to najbolja priča ikad ispričana u videoigri. Točka." Electronic Gaming Monthly je igri dao Zlatnu medalju s ocjenama 9, 9.5 i 9, doduše spominjući negativne aspekte kao problem balansiranja klasa likova i problematično voženje Mako-a. Gamespy i X-Play su oboje dali igri ocjenu 5 od 5 i "preporučuju je svim srcem. Ovo je jedna od najboljih igara godine i bez sumnje će bit upamćena kao jedna od najvećih igara ikad napravljenih." GameTrailers je igri dao ocjenu 9.6 od 10, jednu od najvećih ikada. PC verzija je dobila još i višu ocjenu i rekli su da "je to najbolji izbor za uživanje u ovoj izvrsnoj igri." IGN je dao ocjenu 9.4 od 10, s pohvalama, ali spominjući i već spomenute nedostatke, dok je GamePro dao Mass Effectu nagradu "Najbolji RPG 2007.". Oni su, međutim, spomenuli da vožnje u dizalu traju smiješno dugo. U listopadu 2008., IGN je proglasio Mass Effect najboljom igrom za Xbox 360. Igra je u 6 tjedana nakon puštanja u prodaju bila prodana u 1.6 milijuna kopija.

## Nagrade
Igra je primila mnogo nagrada, većinom za Najbolji RPG i Igru godine.
The New York Times je nagradio Mass Effect kao Igru godine.
Spike TV Awards
- Nagrada: Najbolji RPG

GameTrailers Nagrade
- Nagrada: Najbolji RPG, Najbolja nova igra.

TeamXbox Nagrade
- Nagrada izbora čitatelja: Najbolji RPG, Najbolja priča.
- Nagrada: Igra godine, Najbolji RPG, Najbolja priča.

GameSpot Nagrade za 2007.
- Nagrada: Najbolji glas, Najbolja originalna glazba.

IGN Nagrade za 2007.
- Nagrada: Najbolji RPG, Najbolja originalna glazba, Najbolja priča.

X-Play Nagrade za 2007.
- Nagrada: Najbolji RPG.

The New York Times
- Nagrada: Igra godine

IGN Nagrade za 2008.
- Nagrada: Najbolja priča, Najbolja originalna glazba

## Kontroverze

### Mediji o sceni seksa
Mass Effect ima romantični zaplet koji igrač može i ne mora slijediti, s ljudima (Kaidan Alenko ili Ashley Williams) ili Asari (Liara T'Soni). Pri kraju igre par može spavati zajedno. Sekvenca pritom prikaže par brzih isječaka susreta, iako se seks kao takav nigdje ne prikazuje. New York Times je usporedio sadržaj sekvence s večernjim programom kabelske u SAD-u.
Scenu je prvi kritizirao konzervativni bloger Kevin McCullogh. On je tvrdio lažne izjave da se u igri odvija sodomija, što nije istina.
Njegove su tvrdnje izazvale bijes zajednice gamera, kojima se ispričao, no rekao da sadržaj smatra uvredljivim.
Aktivist Jack Thompson je rekao da "frajer koji je počeo dramatizirati o tome nije imao pojma o čemu priča. Ova izmišljena kontroverza je potpuno smiješna."
21. siječnja 2008., dio Fox News-a je raspravljao o toj sceni u igri, dok je voditeljica, koja nije prethodno igrala igru, rekla da se u igri prikazuje seks u kojem se sve vidi, te je rekla da za igru koju će igrati tinejdžeri to nije prikladno. Geoff Keighley, novinar, se usprotivio, govoreći kako Mass Effect ima kratku seksualnu situaciju koja služi kao kulminacija romantične veze u igri s 30 i više sati, te da tu scenu igrač može i ne iskoristiti, te je pobio tvrdnje o "seksu u kojem se sve vidi". Voditeljica je priznala da zapravo nije igrala igru.
Electronic Arts je zatim uputio pismo Fox Newsu, tražeći ispriku zbog klevete.
Voditeljica vijesti je poslije intervjua gledala kako ljudi igraju igru 2 i pol sata i povukla svoje tvrdnje. Rekla je kako joj je rečeno da je igra slična pornografiji, a ona je primijetila kako je "vidjela epizode Izgubljenih koje su prikazivale više seksa". Zajednica gamera se za intervju osvetila tako da su na stranici za prodaju knjiga Amazon.com glasali nisko za njezinu novu knjigu, primjećujući s ironijom kako je nisu zapravo pročitali, nego su čuli od nekog drugog da je loša.

### Ocjena 18+ u Singapuru
Mass Effect je bio zabranjen u Singapuru kratko vrijeme, a potom dozvoljen s ocjenom M18 (eng. mature, za zrelu publiku, 18+). Cenzura je bila obavljena zbog u igri moguće ljubavi između čovjeka i vanzemaljke.

### Ostalo
Igra je na nekim mjestima puštena ranije u prodaju zbog ljudske pogreške. Neki su kritizirali i to što se igrači moraju spojiti s internetom kad prvi put pale igru.

## Vanjske poveznice
- Wikipedia o Mass Effectu (engleski)
- BioWare Dućan (engleski)
- Recenzija igre na bug.hr  Arhivirana inačica izvorne stranice od 18. siječnja 2012. (Wayback Machine)
- Recenzija igre na lnl.hr  Arhivirana inačica izvorne stranice od 14. rujna 2011. (Wayback Machine)